# Rik Van Averbeke
Henri "Rik" Van Averbeke (26 oktober 1901 - plaats en datum van overlijden onbekend) was een Belgisch voetballer die speelde als verdediger. Hij voetbalde in Eerste klasse bij R. Beerschot AC en speelde 14 interlands met het Belgisch voetbalelftal.

## Loopbaan
Van Averbeke debuteerde in 1920 als verdediger in het eerste elftal van R. Beerschot AC en verwierf er al spoedig een basisplaats. Met de ploeg werd hij vijf maal landskampioen (1922, 1924, 1925, 1926, 1928) en hij bleef er spelen tot in 1933 toen hij een punt zette achter zijn spelersloopbaan op het hoogste niveau. In totaal speelde Van Averbeke 185 wedstrijden in de Eerste klasse en scoorde hierbij 9 doelpunten.
Tussen 1926 en 1929 speelde Van Averbeke 14 wedstrijden met het Belgisch voetbalelftal. Op de Olympische Zomerspelen 1928 in Amsterdam speelde hij één wedstrijd.